# Thomas Gansch
Thomas Gansch est un trompettiste autrichien, né le 31 décembre 1975 à St. Pölten, dans une famille de musiciens. En effet, son père Johann Gansch était professeur de musique, grand amateur de cuivres et compositeur, et son frère aîné Hans Gansch est aussi trompettiste, soliste de l'Orchestre philharmonique de Vienne de 1982 à 1996. 
Thomas Gansch a étudié à la Hochschule für Musik und Darstellende Kunst de Vienne (École de Musique et de Représentation des Arts) de 1991 à 1997. 
Thomas Gansch joue sur une trompette à palettes créée par et pour lui, la "Gansch Horn", avec une embouchure Bach 3B megatone. 

## Projets musicaux
En 1992/1993, il fonde avec six autres musiciens Mnozil Brass. Passionné de jazz, il participe à de nombreux projets musicaux. Il a notamment joué avec les musiciens ou orchestres suivants :
Wiener Staatsopernorchester, Vereinigte Bühnen Wien, Celia Mara Band, Wr. Symphoniker, Ensemble Pro Brass, Niederösterreichisches Tonkünstlerorchester, Art of Brass Vienna, Nouvelle Cuisine, Salonorchester Alhambra, Burgtheater, Dr Kurt Ostbahn, Vienna Art Orchestra, Concert Jazz Orchestra Vienna, Patti Smith, Konstantin Wecker, Bob Brookmayer, Alegre Correa Group.

## Récompense
2002 : Hans Koller Jazz Award en tant que "révélation de l'année".